# Christy Ohiaeriaku
Christy Ohiaeriaku (sinh ngày 13 tháng 12 năm 1996) là cầu thủ bóng đá nữ quốc tế Nigeria, đóng vai trò là thủ môn. Cô là thành viên của đội tuyển bóng đá nữ quốc gia Nigeria. Ở cấp độ câu lạc bộ, cô chơi cho Osun Babes và Rivers Angels ở Nigeria, và kể từ năm 2016 cô chơi cho IFK Ostersund ở Thụy Điển.

## Sự nghiệp bóng đá
Ohiaeriaku chơi cho Osun Babes với vai trò là thủ môn lựa chọn đầu tiên của họ tại giải vô địch Nigeria Nữ Premier League, nơi mà đội bóng kết thúc ở vị trí thứ ba.Sau đó, cô đã rời nhóm để tham gia giải vô địch Champions Angels sau khi họ giành được hai chức vô địch sau đó, trước khi chuyển lại cho Osun Babes vào đầu năm 2016. Trong một tuyên bố, cô đã cảm ơn đội và nhân viên hỗ trợ tại Rivers Angels, cô đã mô tả họ như một gia đình.
Cuối năm đó, cô chuyển sang phía Thụy Điển IFK Ostersund trong một hợp đồng một năm với gia hạn thêm một năm nữa.

### Sự nghiệp quốc tế
Trước giải vô địch bóng đá nữ châu Phi năm 2014, Ohiaeriaku được đưa vào đội hình tạm thời cho đội tuyển bóng đá nữ quốc gia Nigeria. Cô là một phần của đội bóng tại World Cup nữ 2015 của FIFA, là một trong ba thủ môn được chọn. Cô không bắt đầu bất kỳ trận đấu nào, thay vào đó là sự thay thế không được sử dụng trong các trận đấu chống lại Hoa Kỳ, Úc và Thụy Điển.